# Johnny Jadick
Johnny Jadick est un boxeur américain né le 16 juin 1908 à Philadelphie, Pennsylvanie, et mort le 3 avril 1970.

## Carrière
Passé professionnel en 1923, il devient champion du monde des super-légers le 18 janvier 1932 après sa victoire aux points contre Tony Canzoneri. Jadick conserve son titre lors du combat revanche puis est battu par Battling Shaw le 20 février 1933. Il met un terme à sa carrière en 1937 sur un bilan de 96 victoires, 57 défaites et 10 matchs nuls.